# Ginés Morata
Ginés Morata Pérez (Rioja, Almería; 19 de abril de 1945) es un biólogo español.

## Carrera científica
Realiza sus estudios de bachillerato en la Universidad Laboral de Sevilla; terminándolos en 1963. Inicia sus estudios de Ciencias Biológicas por la Universidad Complutense de Madrid en 1968 y en 1973 se doctora con sobresaliente cum laude. Su carrera se centra en la especialidad de biología del desarrollo, concretamente en el estudio de la arquitectura biológica de la mosca Drosophila melanogaster. Mediante el estudio genético de esta especie intenta estudiar la regeneración de órganos en humanos para el tratamiento de cánceres y el envejecimiento humano.
Junto con el biólogo inglés Peter Lawrence estableció la base genética de los compartimentos, estructuras propuestas por el grupo de Antonio García-Bellido. En la hipótesis de los compartimentos, las células precursoras construyen un territorio o compartimento y sólo ese territorio en el animal. Este proceso está determinado por la función de un genes específicos o «genes selectores» que dirigen el desarrollo de las diversas partes del cuerpo. Junto con su colega Pedro Ripoll descubrió en 1975 el fenómeno de «competición celular», que hoy día se considera un mecanismo de gran importancia en homeostasia celular y como supresor de procesos tumorales.
En 1975 se convierte en científico del Consejo Superior de Investigaciones Científicas (CSIC). Desde su entrada en el centro ha desempeñado los siguientes cargos:
- Vicedirector del Centro de Biología Molecular Severo Ochoa (CBM) CSIC-Universidad Autónoma de Madrid 1989-1990
- Director del Centro de Biología Molecular Severo Ochoa 1990-1992.
- Presidente del Consejo de Participación del Parque Nacional de Doñana 2006-2009

## Premios
- En 1992 Premio de la Academia Española de Ciencias Exactas, Físicas y Naturales.
- En 1996 Premio Rey Jaime I de Investigación.
- En 2002 Premio Nacional de Investigación Santiago Ramón y Cajal por la caracterización funcional de genes reguladores en el desarrollo embrionario.
- En 2003 Medalla de Oro de Andalucía.
- En 2004 Premio México de Ciencia y Tecnología.
- En 2007 fue galardonado con el Premio Príncipe de Asturias de Investigación Científica y Técnica junto al biólogo inglés Peter Lawrence.
- En 2007 fue investido Doctor Honoris Causa de la Universidad de Alcalá (aprobado por el claustro el 30 de mayo de 2007) por «la gran trascendencia de las investigaciones desarrolladas por su grupo en el ámbito de la Genética y Biología Molecular del desarrollo y sus contribuciones al conocimiento de nuevos mecanismos de señalización celular».[2]
- En 2008 fue investido Doctor Honoris Causa de la Universidad de Almería (aprobado por el claustro el 20 de septiembre de 2007), como una distinción propia en reconocimiento del valor y trascendencia de méritos científicos.[3]
- En 2015 Premio Nacional de Genética. Modalidad: Básica. Otorgado por la Sociedad Española de Genética (SEG).
- En 2017 es nombrado miembro extranjero de la Royal Society de Reino Unido[4]